# 本多政和

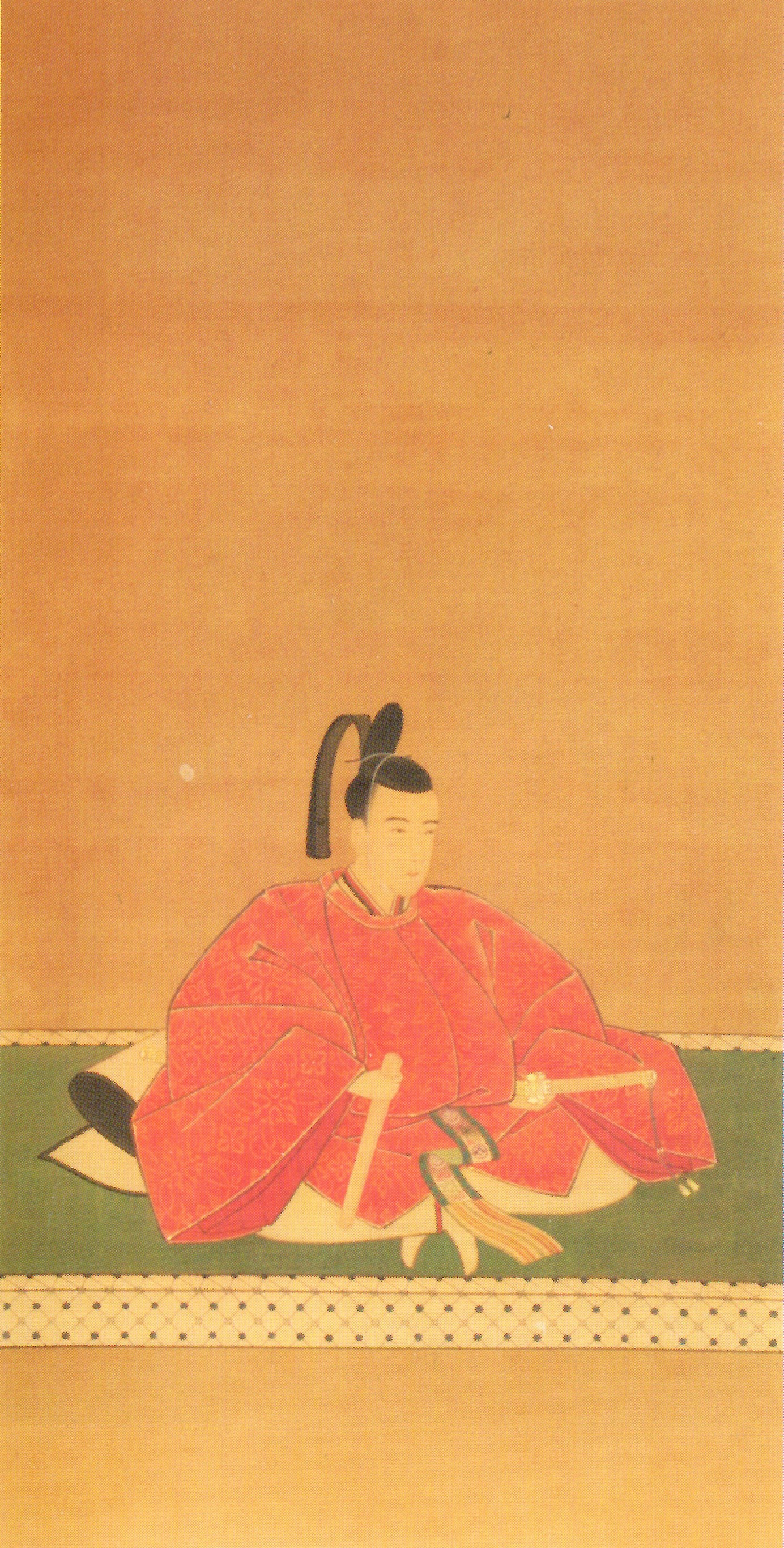
本多政和

本多 政和 （ほんだ まさはる、文化10年8月26日（1813年9月20日）- 弘化4年9月5日（1847年10月13日）） は、加賀藩の年寄、加賀八家本多家第9代当主。
父は加賀藩家老本多政礼。母は長連愛の娘。弟は長連弘。正室は前田斉広の娘寿々姫。子は本多政通、本多政均、本多政養。通称は左馬助。官位は従五位下播磨守。

## 生涯
加賀藩家老本多政礼の長男として生まれる。文政3年（1820年）父の死去により家督と5万石の知行を相続する。文政11年（1828年）播磨守に任官。天保5年（1834年）前田斉広の娘寿々姫と結婚。天保14年（1843年）に執政奥村栄実が死去すると、年寄前田孝本とともに藩政を主導する。弘化4年（1847年）9月5日没。享年35。家督は嫡男の政通が相続した。次男政均は兄政通の跡を継ぎ、六男政養は分家3000石本多主水の養子となり、維新後は岩越鉄道社長を務めた。
天保9年（1838年）加賀藩が松本藩と交渉して、塩の提供を条件に、黒部奥山の木材を江戸に搬出するために松代領を通行する密約を結んだことが、残された政和の覚書により判明した。